# キャメル鉛筆製作所
キャメル鉛筆製作所（キャメルえんぴつせいさくじょ）は、東京都荒川区にある日本の文房具・鉛筆製造メーカー。

## 概要
1939年8月に加藤琴一が個人で鉛筆加工業を開業した。その後1949年に「合資会社 琴線鉛筆製作所」として法人を設立。1951年9月に「株式会社 キャメル鉛筆製作所」として変更し、本格的に鉛筆の製造を始めた。
1953年3月に、通商産業大臣よりJIS表示工場許可（第2180号）を受けた。1985年には「フレシキブルスクエア14-4SQP」がグッドデザイン賞を受賞している。その後、2024年に東京TASKものづくりアワードにて「キャメルクローバー」が大賞を受賞した。
現在でも、オリジナル鉛筆の製造や販売、ジョインテックス や伊東屋、クツワなどの大手文具メーカーへのOEM生産などを行っている。
国際文具・紙製品展 ISOTには、毎年参加している。

## 主な製品

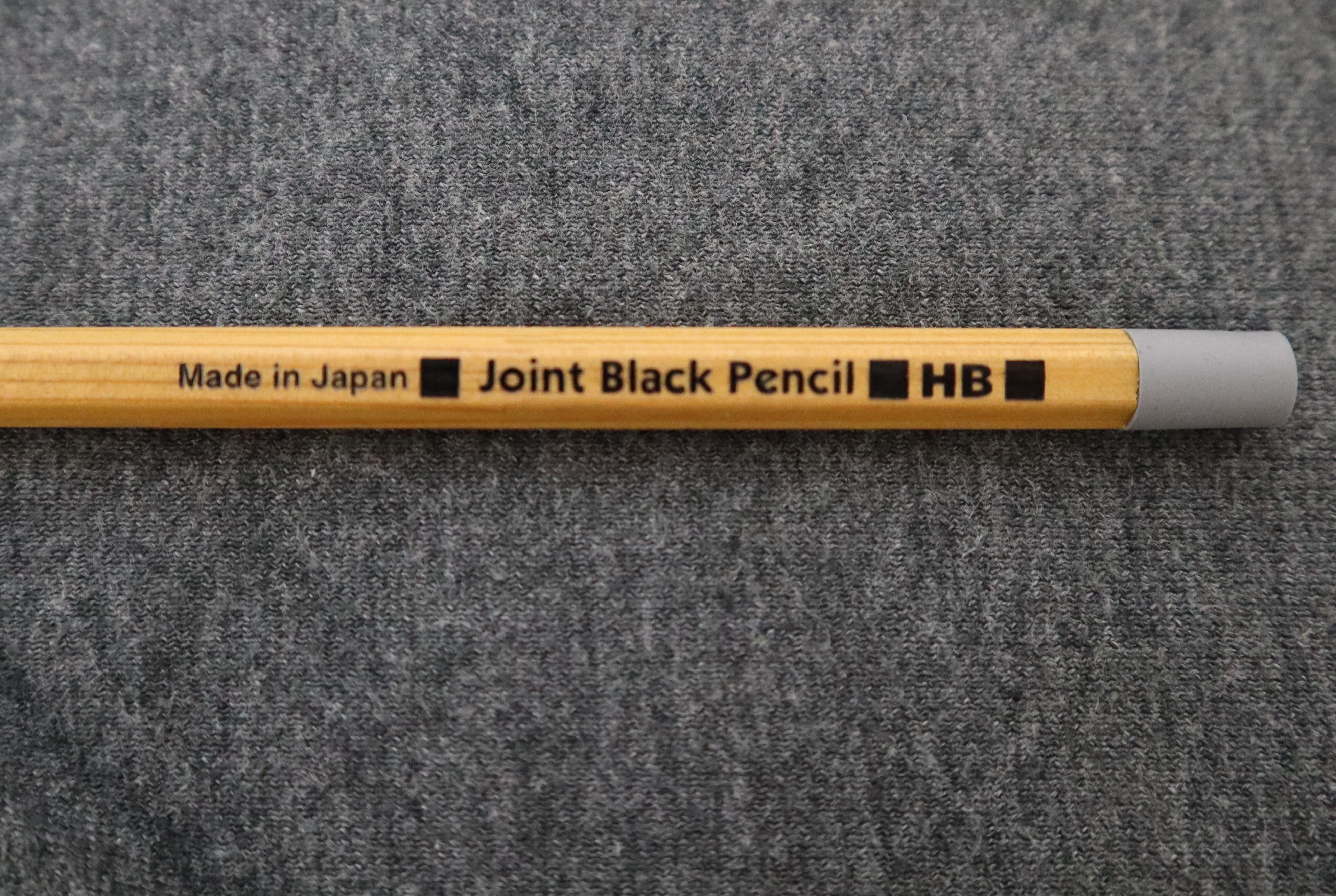
Joint Black Pencil

### 金具が無い消しゴム付き鉛筆
費用がかかる金属パイプを使用せず、且つ加工工程が多い問題を解決するために、キャメル鉛筆が開発した鉛筆。
- CAMEL（Pencil w/eraser） - 金具が無い消しゴム付き鉛筆[5]。ロングセラーブランド。
- Joint Black Pencil - 金具が無い消しゴム付き鉛筆[6]。ジョイント製法を使用。

### 断面がクローバーの形をした鉛筆・色鉛筆
表面になだらかなくぼみを設け、持ちやすい形状にしたキャメル鉛筆独自の三角鉛筆。
- Camel Clover - 東京TASKものづくりアワード2024にて大賞を受賞した色鉛筆セット。
- Pencil - キャメルクローバーと同様な形状をした鉛筆。

### その他鉛筆・色鉛筆
- Black wood pencil - 黒軸の鉛筆
- Slender Pencil- 細軸鉛筆

- 36 color pencil

その他、ファンシー鉛筆やシャープペンシルも製造･販売している。